# ライト郡 (ミズーリ州)
ライト郡（英: Wright County）は、アメリカ合衆国ミズーリ州の南部に位置する郡である。2010年国勢調査での人口は18,815人であり、2000年の17,955人から4.8％増加した。郡庁所在地はハートビル市（人口613人）であり、同郡で人口最大の都市はマウンテングローブ市（人口4,789人）である。ライト郡は1841年1月29日に組織化され、郡名はニューヨーク州選出のアメリカ合衆国下院議員、同上院議員とニューヨーク州知事を務めたサイラス・ライトに因んで名付けられた。

## 歴史
ライト郡は北にラクレード郡、東にテキサス郡、南にダグラス郡、西にウェブスター郡と接しており、州南西部に属している。1841年1月29日にプラスキ郡から分離して組織化され、ニューヨーク州の著名政治家サイラス・ライト（民主党）に因んで名付けられた。郡庁所在地のハートビルは、初期開拓者の多くの出身地だったテネシー州ハーツビルに因んで名付けられた可能性がある。184年にテキサス郡、1849年にラクレード郡、1855年にウェブスター郡が設立されて、その度にライト郡の領域が小さくなった。
開拓初期にインディアンはいなかったが、デラウェア族、ショーニー族、ピアンカショー族が徘徊していた。初期の白人が地域に入ったのは1836年であり、おそらくは狩猟者だった。グッドスピードに拠れば、初期開拓者とされているのは、サミュエル・トンプソン、ロバート・ムーア、ジョン・W・バーンズ、ジェフ・モンゴメリーとロバート・モンゴメリー、ベンジャミン・スティーブンス、ジェイムズ・ヤング、ウィリアム・フランクリン、アイシャム・プール、およびタッカー家の面々だった。
ライト郡は度々嵐の被害を受けた。グッドスピードに拠れば、1880年4月18日に州南西部を襲った竜巻は隣のウェブスター郡に被害を与え、ライト郡ではポリー・スコットとサリー・スコット、およびマックが死亡した。1885年4月22日から23日に起こった洪水はジェイムズ・ウッズとその息子ヤットを溺死させた。1888年5月8日に起きた竜巻ではかなりの被害を及ぼし、ほぼ同時に降った雹は2時間降り続けた後に、3ないし4インチ(75 - 100 mm) の氷塊が残り、吹きだまりは5ないし8フィート (1.5 - 2.4 m) にもなった。グッドスピードがこれらの記録を残している。

## 地理
アメリカ合衆国国勢調査局に拠れば、郡域全面積は683.18平方マイル (1,769.4 km2)であり、このうち陸地682.13平方マイル (1,766.7 km2)、水域は1.05平方マイル (2.7 km2)で水域率は0.15％である。郡内のかなりの領域がマーク・トウェイン国立の森に入っている。ガスコネード川とその支流が郡内を流れ、レクリエーションに利用されている。

### 主要高規格道路
- アメリカ国道60号線
- ミズーリ州道5号線
- ミズーリ州道38号線
- ミズーリ州道95号線

### 隣接する郡
- ラクレード郡 - 北
- テキサス郡 - 東
- ダグラス郡 - 南
- ウェブスター郡 - 西

### 国立保護地域
- マーク・トウェイン国立の森（部分）

## 人口動態
以下は2000年の国勢調査による人口統計データである。
| 基礎データ - 人口: 17,955人 - 世帯数: 7,081 世帯 - 家族数: 5,020 家族 - 人口密度: 10人/km2（26人/mi2） - 住居数: 7,957軒 - 住居密度: 4軒/km2（12軒/mi2） 人種別人口構成 - 白人: 97.61% - アフリカン・アメリカン: 0.28% - ネイティブ・アメリカン: 0.66% - アジア人: 0.14% - 太平洋諸島系: 0.01% - その他の人種: 0.27% - 混血: 1.04% - ヒスパニック・ラテン系: 0.77% 年齢別人口構成 - 18歳未満: 27.2% - 18-24歳: 8.2% - 25-44歳: 25.3% - 45-64歳: 22.8% - 65歳以上: 16.5% - 年齢の中央値: 38歳 - 性比（女性100人あたり男性の人口） - 総人口: 94.3 - 18歳以上: 90.6 | 世帯と家族（対世帯数） - 18歳未満の子供がいる: 33.1% - 結婚・同居している夫婦: 58.5% - 未婚・離婚・死別女性が世帯主: 8.8% - 非家族世帯: 29.1% - 単身世帯: 26.3% - 65歳以上の老人1人暮らし: 13.3% - 平均構成人数 - 世帯: 2.50人 - 家族: 3.01人 収入と家計 - 収入の中央値 - 世帯: 30,685米ドル - 家族: 37,139米ドル - 性別 - 男性: 24,876米ドル - 女性: 17,608米ドル - 人口1人あたり収入: 16,319米ドル - 貧困線以下 - 対人口: 21.7% - 対家族数: 17.3% - 18歳未満: 29.1% - 65歳以上: 17.6% |

## 教育
ライト郡の25歳以上の住民のうち、71.1％は高校卒以上の学歴を持ち、9.8％は学士以上の学位を持っている。

## 宗教
2000年宗教データアーカイブ協会郡別信徒報告書に拠れば、ライト郡は福音主義プロテスタントが最多数を占めるバイブル・ベルトにある。最も多い会派は南部バプテスト連盟の49.92％、続いてナショナル・ソシエーション・オブ・フリーウィル・バプテストの19.84％、アッセンブリーズ・オブ・ゴッドの7.55％である。

## 都市と町
| - グラーフ - グローブスプリング - ハートビル - 郡庁所在地 | - マコーム - メインズ - マンスフィールド | - マウンテングローブ - ノーウッド |

## 政治

### 地方
ライト郡の地方レベルでは共和党が完全に政治を支配しており、郡の選挙で選ばれる役職を全て独占している。

#### 国政
大統領選挙のレベルでは州南西田園部の郡と同様に、共和党支持の強い地盤である。2000年と2004年の大統領選挙では、ジョージ・W・ブッシュが2対1以上の票差でライト郡を制した。2008年の選挙では、州内の田園部にある郡と同様、バラク・オバマよりジョン・マケインを選んだ。ライト郡では、過去50年以上民主党候補が制したことはない。
ライト郡は州南西部バイブル・ベルトにある田園部郡と同様、社会的にまた文化的に保守的であり、それが共和党支持の傾向に強く影響している。2004年の州民投票では、結婚を男と女の結合として定義する州憲法改正案をライト郡は86.28％という圧倒的多数で賛成した。州全体でも71％の賛成で可決し、ミズーリ州は同性結婚を禁止する最初の州になった。2006年の州民投票では、胚性幹細胞の研究を予算化し、合法化する憲法改正案が掛けられたが、ライト郡では64.84％が反対した。州全体では51%の賛成と辛うじて改正が成立し、胚性幹細胞の研究を最初に認めた州の1つになった。郡民は伝統的に社会問題に保守的であるが、最低賃金の増加のような人民主義的施策は支持する傾向にある。やはり2006年の州民投票で最低賃金を時間あたり6.50ドルに増やす命題については、ライト郡では70.99％が支持した。この命題は州内のどの郡でも支持され、75.94％が賛成した。

#### 2008年大統領予備選挙
2008年の大統領予備選挙で、ライト郡は二大政党の候補者をどちらも州全体と全国で二位に終わった者を選んだ。民主党の予備選挙ではヒラリー・クリントンが1位となったが、共和党予備選挙では元アーカンソー州知事のマイク・ハッカビーがクリントンより多く、民主党の総投票数よりも多い得票で1位になった。ライト郡はハッカビーの最強支持郡である。